# 26763 Peirithoos
26763 Peirithoos este o planetă minoră (asteroid), cu un diametru de 11,77 km, din Asteroid troian al lui Jupiter. A fost descoperită pe 24 septembrie 1960 la Observatorul Palomar de Cornelis Johannes van Houten și a fost numită după Pirithous⁠(d). 
Obiectul prezintă o orbită caracterizată de o semiaxă mare de 5,33911 UAi, o excentricitate de 0,068, o înclinație de 1,20514 ° în raport cu ecliptica.